# Stanisław Jasiewicz

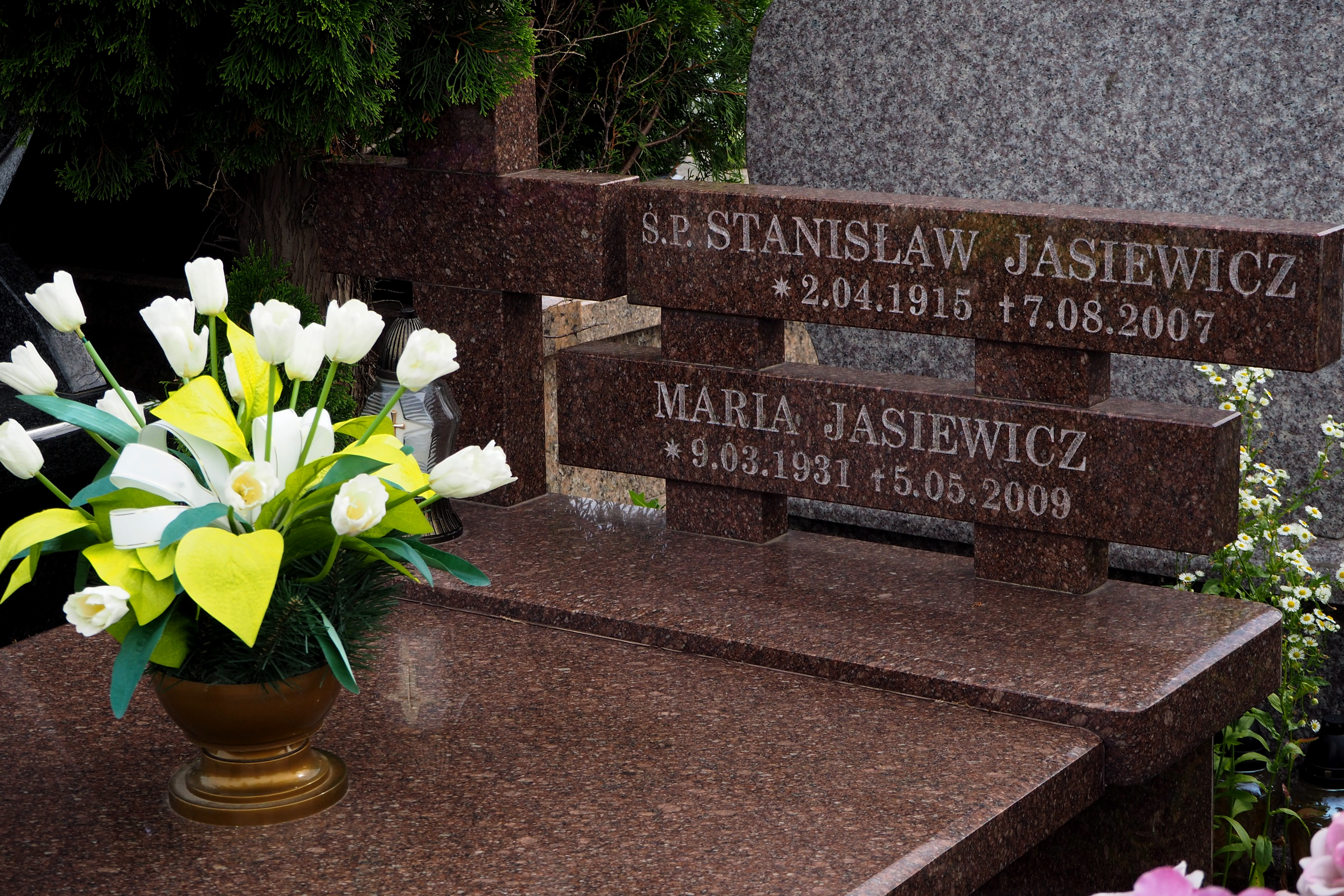
Grób Stanisława Jasiewicza na cmentarzu parafialnym w Zielonce

Stanisław Jasiewicz (ur. 2 kwietnia 1915 w Lisowie, zm. 7 sierpnia 2007) – polski archeolog, muzealnik, konserwator zabytków i rzeźbiarz, uczestnik misji archeologicznych w Egipcie, Syrii i Sudanie.
Prowadził prace renowacyjne między innymi w Kościele Św. Anny w Warszawie w 1949, gdzie restaurował rzeźby prospektu organowego. Był twórcą ekspozycji Muzeum Narodowego w Bagdadzie, gdzie dokonał bezcennej dokumentacji zbiorów, oraz Galerii Malarstwa Faras w Chartumie, gdzie konserwował freski.
Po śmierci został pochowany 11 sierpnia 2007 na cmentarzu w Zielonce. 

## Rodzina
Miał syna, Pawła – nauczyciela i fotografa.